# Anna Bonaiuto

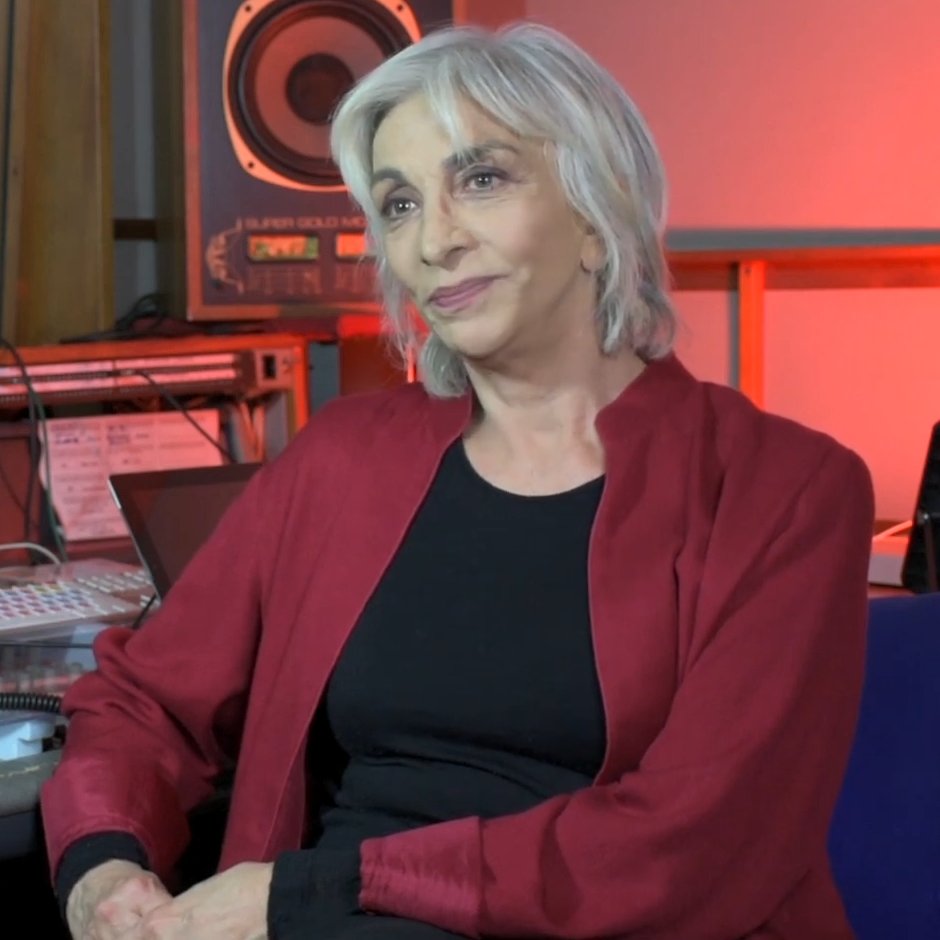
Anna Bonaiuto, Standbild aus Video-Interview (2020)

Anna Bonaiuto (eigentlich Anna Buonaiuto; * 28. Januar 1950 in Latisana) ist eine italienische Schauspielerin, die mehrfach mit Preisen für ihre Arbeit ausgezeichnet wurde.

## Leben
Bonaiuto, Tochter eines in das Friaul ausgewanderten Neapolitaners, diplomierte 1972 an der Accademia d'Arte Drammatica und entwickelte sich bald zu einer präzisen und geachtetsten Theaterschauspielerinnen ihres Heimatlandes; sie arbeitete dabei mit Regisseuren wie Luca Ronconi, Mario Missiroli, Carlo Cecchi und vor allem Mario Martone zusammen, mit dem sie auch privat liiert ist. Er schrieb für sie das Stück Terremoto con madre a figlia.
Beim Film begann Bonaiuto in einer Handvoll kleinen Rollen ab 1973, wobei sie zwischen 1975 und 1983 nur ein einziges Angebot annahm: die Rolle der verlogenen Haushälterin von Claude Jade in Eriprando Viscontis Una spirale di nebbia; größere Aufmerksamkeit erreichte sie auf der Leinwand erstmals 1989 in Pupi Avatis Storia di ragazzi e di ragazze. Drei Jahre später übertrug ihr Avati die Hauptrolle in Fratelli e sorelle, die von ihrem Mann verlassenen „Gloria“, deren Flucht mit beiden Söhnen aus der Depression zu ihrer Schwester in die Staaten Bonaiuto mit psychologischer Tiefe und einer bemerkenswerten Komplexität darstellte. Ebenfalls eine von ihrem Mann getrennte Frau bot im selben Jahr Mario Martones Morte di un matematico napoletano; im Jahr darauf gewann sie bei den Filmfestspielen Venedig den Coppa Volpi als beste Nebendarstellerin für ihre Interpretation in Liliana Cavanis Beitrag Dove siete? Io sono qui. Weitere Auszeichnungen (David di Donatello und Silbernes Band) folgten 1995 für L'amore molesto von Martone, in der sie eine Comiczeichnerin darstellte, die anlässlich des Sterbens ihrer Mutter und deren ungebrochener Lebensfreude die Verkrustungen der eigenen Seele erkennen muss. Auch im vieldiskutierten Episodenfilm um Neapel, I vesuviani, war Bonaiuto in zwei Rollen zu sehen, darunter die einer Anführerin aggressiver Motorradfahrerinnen. Mit einer weiteren Martone-Rolle, der kokainabhängigen Schauspielerin „Sara Cataldi“ in Teatro di guerra, festigte sie ein beeindruckendes Jahrzehnt schauspielerischer Tätigkeit, das mit der gegen ihre soziale Isolation kämpfenden Maddalena in Tonino De Bernardis Appassionate und einer Psychologin in Fulvio Wetzls Prima la musica, poi le parole endete.
Bonaiutos Fernsehengagements sind rar; für die Leinwand waren die Mutter Josuas in La passione di Giosuè 2005 für Pasquale Scimeca und einer Ministerin im kontroversen Il caimano von Nanni Morettis weitere bemerkenswerte Rollen. Nach vielen ernsten Darstellungen (wie als Ehefrau Giulio Andreottis in Il Divo) drehte sie ab 2010 mehrere Komödien.
Bonaiuto gilt als Ikone der Neapolitanischen Schauspielschule, die mit Diskretion und Eleganz ihren Platz als Ausnahmetalent über lange Jahre verteidigt.

## Filmografie (Auswahl)
- 1973: Liebe und Anarchie (Film d’amore e d’anarchia – Ovvero “Stamattina alle 10 in via dei Fiori nella nota casa di tolleranza…”)
- 1973: Theresa, die Diebin (Teresa la ladra)
- 1974: Virilità
- 1976: Hippie Nico von der Kripo (Squadra antifurto)
- 1977: Mit der Pille um so toller (Il ginecologa della mutua)
- 1977: Una spirale di nebbia
- 1988: Gepeinigt (La cintura)
- 1990: Die Hure des Königs (La Putain du roi)
- 1992: Einmal dein Lachen hören (Dove siete? Io sono qui)
- 1993: Giovanni Falcone – Im Netz der Mafia (Giovanni Falcone)
- 1993: Nestor Burmas Abenteuer in Paris (Nestor Burma; Fernsehserie, 1 Folge)
- 1994: Der Postmann (Il postino)
- 1995: L'amore molesto
- 1995: Die Falle (L’ultimo concerto)
- 1995: Das gebrochene Schweigen (Non parlo più)
- 2006: Der Italiener (Il caimano)
- 2007: Mein Bruder ist ein Einzelkind (Mio fratello è figlio unico)
- 2008: Il Divo
- 2011: Atelier Fontana (Atelier Fontana – Le sorelle della Moda)
- 2013: Viva la libertà
- 2014: Buoni a nulla
- 2015: Banana
- 2016: Monte
- 2017: Mamma o papà?
- 2017: Das Geheimnis von Neapel (Napoli velata)
- 2018: Loro – Die Verführten (Loro)
- 2019: Der ganz große Coup (Il colpo del cane)
- 2020: Der göttliche Andere (Divine)
- 2021: Tre piani
- 2021: Blackout Love
- 2021: L’isola incantata
- 2022: Solo per passione – Letizia Battaglia fotografa (Fernsehfilm)
- 2022–: Il re (Fernsehserie)
- 2023: Sono Lillo (Fernsehserie)

## Auszeichnungen
- 1993: Filmfestival von Venedig: Beste Nebendarstellerin
- 1996: Silbernes Band als beste Hauptdarstellerin in L'amore molesto